# TNFAIP8
TNFAIP8 (англ. TNF alpha induced protein 8) – білок, який кодується однойменним геном, розташованим у людей на короткому плечі 5-ї хромосоми. Довжина поліпептидного ланцюга білка становить 198 амінокислот, а молекулярна маса — 23 003.
| 10         |  | 20         |  | 30         |  | 40         |  | 50         |
| ---------- |  | ---------- |  | ---------- |  | ---------- |  | ---------- |
| MHSEAEESKE |  | VATDVFNSKN |  | LAVQAQKKIL |  | GKMVSKSIAT |  | TLIDDTSSEV |
| LDELYRVTRE |  | YTQNKKEAEK |  | IIKNLIKTVI |  | KLAILYRNNQ |  | FNQDELALME |
| KFKKKVHQLA |  | MTVVSFHQVD |  | YTFDRNVLSR |  | LLNECREMLH |  | QIIQRHLTAK |
| SHGRVNNVFD |  | HFSDCEFLAA |  | LYNPFGNFKP |  | HLQKLCDGIN |  | KMLDEENI   |

A: Аланін

C: Цистеїн

D: Аспарагінова кислота

E: Глутамінова кислота

F: Фенілаланін

G: Гліцин

H: Гістидин

I: Ізолейцин

K: Лізин

L: Лейцин

M: Метіонін

N: Аспарагін

P: Пролін

Q: Глутамін

R: Аргінін

S: Серин

T: Треонін

V: Валін

Задіяний у таких біологічних процесах, як апоптоз, альтернативний сплайсинг, поліморфізм. 
Локалізований у цитоплазмі.